# Cirkus Binger
Cirkus Binger var et dansk omrejsende cirkus, der turnerede fra 1961 til 1962. Cirkus Binger anvendte en del af Cirkus Miehes gamle materiel, så som cirkusvogne, uniformer, gradin (siddepladsopbygning), logeafskærmning, pistkasser (kanten rundt om manegen), fortæppe og betræk til bænkepladser.